# Dactylonia
Dactylonia is een geslacht van kreeftachtigen uit de klasse van de Malacostraca (hogere kreeftachtigen).

## Soorten
- Dactylonia anachoreta (Kemp, 1922)
- Dactylonia ascidicola (Borradaile, 1898)
- Dactylonia borradalei Bruce, 2005
- Dactylonia carinicula Bruce, 2006
- Dactylonia franseni Bruce, 2003
- Dactylonia holthuisi Fransen, 2002
- Dactylonia monnioti (Bruce, 1990)
- Dactylonia okai (Kemp, 1922)